# Radiazione (marina)
La radiazione  di una nave consiste nella cancellazione dagli elenchi del naviglio, togliendola definitivamente dal servizio attivo, spesso in previsione della demolizione. Questo processo comporta la rimozione della nave dal registro di navigazione e la sua cessazione definitiva  dal servizio operativo. 
Quando una nave militare viene radiata, viene ufficialmente rimossa dai registri della marina militare, e ciò significa che non è più conteggiata nella forza navale e non può più essere utilizzata per operazioni militari.
La radiazione differisce dal disarmo che consiste semplicemente nel porre la nave fuori dal servizio operativo, e che può  prevedere la messa in riserva, con la possibilità di rientrare in servizio successivamente, con gli stessi o altri ruoli, oppure che venga venduta passando di proprietà. Il disarmo può diventare definitivo e più spesso precedere la radiazione, e in seguito a quest'ultima fase terminare con la demolizione della nave.